# Hapalomys delacouri
Hapalomys delacouri är en däggdjursart som beskrevs av Thomas 1927. Hapalomys delacouri ingår i släktet silkesapråttor, och familjen råttdjur. IUCN kategoriserar arten globalt som sårbar. Inga underarter finns listade i Catalogue of Life.
Denna gnagare förekommer i södra Kina (med ön Hainan), i norra Vietnam och Laos. En litet avskild population finns i södra Vietnam. Arten vistas i fuktiga och torra bergsskogar med bambu som undervegetation. Den är vanligast mellan 1200 och 1500 meter över havet. Individerna klättrar i växtligheten.
Arten blir 10 till 13,5 cm lång (huvud och bål), har en 13,5 till 17 cm lång svans och 22 till 24 mm långa bakfötter. Den tjocka pälsen på ovansidan har en mörk orangebrun färg och undersidan är täckt av vit päls. Den vita färgen sträcker sig i ansiktet fram till de övre läpparna. Den långa svansen är bara glest täckt med hår. Hapalomys delacouri är mindre än den andra arten i samma släkte och dessutom har den andra arten en mörkare undersida.
Vid svansens slut finns en tofs av cirka 6 mm långa hår. Hos honor förekommer fyra par spenar. Arten har liksom den andra silkesapråttan en motsättlig tumme som är utrustad med en nagel. På den första molara tanden i över- och underkäken bildar tandemaljens knölar tre rader som alla har tre pucklar.